# Heinz Neumann
Heinz Neumann (nome após ser naturalizado brasileiro), nascido Heinz Gustav Julius Schewe Neumann (Berlim, 2 de julho de 1912 – Recife, 31 de julho de 1983), foi um pastor presbiteriano, teólogo, missionário, professor da Universidade Federal de Alagoas e do Seminário Presbiteriano do Norte e advogado teuto-brasileiro.

## Biografia

### Primeiros anos
O Rev. Heinz Neumann nasceu na capital da Prússia, Berlim, em 1912, sendo o primeiro dos cinco filhos de Hermann Berthold Neumann e Frieda Auguste Caroline Neumann, tendo por irmãos Günter, Hans-Joachim, Wolfgang e Sigrid.
Desde criança, interessou-se por flauta, instrumento tradicionalmente tocado pelos varões de sua família. Iniciou seus estudos em 1918. Dentre 1921 a 1930, estudou na 6ª Oberrealschule, onde tivera aulas de matemática e física com o assistente de Albert Einstein, o Dr. Arthur Cohn. No fim de 1930, obteve o “Abitur”, um exame final do curso secundário que o permitiu ingressar no ensino superior.
Estudou Teologia de 1931 a 1935, na Universidade de Berlim (à epoca, Friedrich Wilhelms Universität zu Berlin), atualmente chamada de “Universidade Humboldt de Berlim” (Humboldt-Universität zu Berlin) e foi assistente do Prof. Dr. Karl Witt, professor de Religiões Não Cristãs e também teve por professores os renomados Nicolai Hartmann, Gustav Adolf Deissmann e Hans Lietzmann. No fim de 1935, bacharelou-se em Teologia.
De 1936 a 1938, em diversas igrejas, sendo: janeiro de 1936 - junho de 1936, na Igreja Elizabeth, no norte de Berlim; julho de 1936 - outubro de 1936 na Igreja de Bomsdorf, na Baixa Lusácia; novembro de 1936 - março de 1937, no Mosteiro de Santo Agostinho (onde cursou Especialização em Teologia Sistemática e Prática), onde morou Martinho Lutero; abril de 1937 - setembro de 1937 na Igreja de Wittenau; outubro de 1937 - dezembro de 1937 na Igreja de Manker e na Igreja de Garz, em Brandemburgo; e dezembro de 1937 - agosto de 1938 de volta à Igreja de Bomsdorf, na Baixa Lusácia. Ao fim de 1938, logrou êxito no segundo exame teológico na Universidade de Berlim.

### Início do ministério pastoral
Assumiu o pastorado da Igreja de Friedenau, em Berlim, em novembro de 1938, ali permanecendo até março de 1939, quando saiu da Alemanha ao Brasil. Pouco tempo antes, rompera seu noivado com a Srta. Hildegard em razão desta pertencer a uma família convictamente nazista, enquanto a família do Rev. Heinz era monarquista, incluindo ele próprio.
Na fuga do Terceiro Reich para o Brasil, foi ajudado por um bispo da Igreja Luterana que conseguira para ele um visto de turista. Por ocasião da Segunda Guerra Mundial, apenas Brasil e China aceitavam imigrantes e foi aí que escolheu o Brasil.
Despediu-se de sua mãe pela última vez em 31 de março de 1939, tendo partido do Porto de Hamburgo no navio Monte Rosa, desembarcando no Brasil em 22 de abril do mesmo ano.

## Brasil
Em seus primeiros anos no Brasil, o Rev. Heinz Neumann pastoreou três igrejas luteranas, quais sejam, a Igreja Alemã de Rio Negro (abril de 1939 – dezembro de 1939, no sul do Paraná), a Igreja Alemã de Corupá (dezembro de 1939 – agosto de 1942) e a Igreja Alemã de Ituporanga (março de 1944 – agosto de 1945, em Santa Catarina). No ínterim entre Corupá e Ituporanga, foi preso político, de 27 de agosto de 1942 a 14 de março de 1944.
Foi convidado em 1945, pelo Rev. Joaquim Alcântara Santos, da Igreja Presbiteriana do Brasil, para pastorear a Igreja Presbiteriana de Florianópolis, tendo aceitado e trabalhado no campo missionário em Turvo, Corupá, Prudentópolis, Mandori, Belo Jardim, Lustosa, Morro Chato, Reserva, São Francisco e Joinville.
Em janeiro de 1946, perante a reunião do Presbitério de Curitiba, foi aceito com unanimidade como pastor da Igreja Presbiteriana do Brasil, tendo permanecido na Região Sul do Brasil até 1948. Eis que, numa visita ao Seminário Presbiteriano do Sul, para ser tratado de otite em Campinas, foi convidado pelo Rev. Ananias James de Oliveira, à época estudante, para pastorear na Região Nordeste do Brasil.
Assim, após aceitar o convite, partiu de Paranaguá, no Paraná, para a Capital da Bahia, Salvador, em junho de 1948. Foi recebido pelo já ordenado pastor Ananias James de Oliveira e ali permaneceu até 25 de junho de 1948, tendo realizado pregações na Igreja Presbiteriana da Bahia, sob o pastorado do mesmo Rev. Ananias. Dali partiu para Aracaju, para pastorear na Igreja Presbiteriana de Aracaju, de 26 de junho de 1948 até 24 de janeiro de 1949.
Em janeiro de 1949, após insistente convite do Rev. Eudaldo Lima, passou a pastorear em Campo Formoso e a lecionar matemática, inglês, latim e música no Ginásio Augusto Galvão.
Em 2 de julho de 1949, contraiu núpcias com a filha do Rev. Celso Lopes Pereira, da Igreja Presbiteriana de Maceió, Virgínia, com quem veio a ter duas filhas: Vera Grácia e Ingrid, ambas nascidas em Campo Formoso.
Foi naturalizado brasileiro em 1951 e, em 1952, partiu para Garanhuns, onde sua mulher deu à luz Sigrid.
Entre 1952 e 1953, foi pastor nas igrejas de Palmerina e Cachoeira Dantas, do Presbitério Sul de Pernambuco, e foi professor de matemática, artes e francês no Colégio Quinze de Novembro, em Garanhuns.
Foi convidado pelos Revs. Samuel Falcão e Jerônimo Gueiros para ser professor no Seminário Presbiteriano do Norte, em Recife, no qual permaneceu a ensinar grego, hebraico, exegese, história da Igreja e sociologia até junho de 1983, mês anterior ao seu óbito. Ali ensinou gratuitamente alemão aos seminaristas.
Amante do conhecimento, formou-se em Letras Anglo-Germânicas em 1955, Licenciatura em Letras Anglo-Germânicas em 1956, Orientação Educacional em 1960 e Direito em 1964, tendo obtido grau de Doutor em Direito em 1966.
Em Recife, ensinou latim no Colégio Presbiteriano Agnes Erskine, hoje vinculado ao Instituto Presbiteriano Mackenzie. Na mesma cidade, nasceram-lhe os filhos Armínio Celso e Virgínio Henrique.
Também foi diretor do Colégio Sete de Setembro, em Paulo Afonso, a partir de 1965, cuja mantenedora era a Primeira Igreja Presbiteriana de Paulo Afonso.
Foi professor de Introdução à Ciência do Direito e Sociologia na Universidade Federal de Alagoas.

## Morte
O Rev. Heinz Neumann morreu em 31 de julho de 1983, na véspera do início das aulas no segundo semestre do Seminário Presbiteriano do Norte. Deixou cinco filhos: a enfermeira Vera Grácia, professora de Enfermagem na UFAL, a advogada e economista Dra. Ingrid (a qual muito atuou com trabalhos sociais em comunidades carentes [“Projeto Filadélfia”] e no Projeto Certo, para pessoas com deficiência, tendo sido professora de Sociologia no Seminário Presbiteriano do Norte); a engenheira de pesca Sigrid, professora do Departamento de Oceanografia na UFPE; o auditor Armínio Celso, residente em Dallas; e o geólogo Virgínio Henrique, professor de Geologia na UFPE.

## Homenagens
A Lei Ordinária n.º 15.035, de 1988, de Recife determinou que uma das novas ruas da Capital se chamasse “Reverendo Heinz Neumann”.